# Shubert
La ville américaine de Shubert est située dans le comté de Richardson, dans l’État du Nebraska. Sa population s’élevait à 150 habitants lors du recensement de 2010.

## Source
- (en) Cet article est partiellement ou en totalité issu de l’article de Wikipédia en anglais intitulé « Shubert, Nebraska » (voir la liste des auteurs).